# Atencioíta
A atencioíta é um mineral pertencente ao grupo da roscherita. É um fosfato de berílio, cálcio, magnésio e ferro. Sua fórmula é Ca2Fe2+Mg2Fe+22Be4(PO4)6(OH)4.6H2O. Sistema cristalino: triclínico. Ocorre na forma de massas globulares acastanhadas, em estruturas reniformes, ou preenchendo microfraturas.
Descoberto no município de Divino das Laranjeiras, no leste de Minas Gerais (Vale do Rio Doce), recebeu o nome do professor Daniel Atencio, do Instituto de Geociências da Universidade de São Paulo (IGc) da USP. O novo mineral foi estudado por Nikita Chukanov, da Academia Russa de Ciências, em Moscou, tendo sido catalogado pela Associação Mineralógica Internacional em 2004.
A homenagem se deve às importantes colaborações à mineralogia-tipo (estudo de novos minerais) no Brasil prestadas pelo professor Daniel Atencio. 
A atencioíta é considerada rara, com ocorrência restrita à região mineira em que foi descoberta: Linópolis, Divino das Laranjeiras, (Minas Gerais).